# Mesochorus nichelinus
Mesochorus nichelinus är en stekelart som beskrevs av Schwenke 2002. Mesochorus nichelinus ingår i släktet Mesochorus och familjen brokparasitsteklar. Inga underarter finns listade i Catalogue of Life.